# Constantin Rezachevici
Constantin Rezachevici (n. 26 ianuarie 1943, Iași, România – d. 10 ianuarie 2021) a fost un istoric român specializat în istorie medievală.

## Biografie
A urmat cursurile Facultății de Istorie a Universității din București, absolvite în 1965. A obținut titlul de doctor în științe istorice cu teza Radu Șerban și epoca sa (1978), care a fost distinsă cu Premiul „Nicolae Bălcescu” al Academiei Române pe anul 1978.
După absolvirea facultății a lucrat neîntrerupt, timp de 41 de ani, la Institutul de Istorie „Nicolae Iorga” al Academiei Române, parcurgând toate treptele, de la cercetător stagiar la cercetător principal (din 1997 până în anul pensionării, 2006).
Din 2007 și-a continuat activitatea în calitate de cercetător științific I la Centrul pentru Patrimoniul Românesc din cadrul Institutului de Istoria Artei „George Oprescu” al Academiei Române.
A încetat din viață la 10 ianuarie 2021.

## Lucrări publicate
- Istoria popoarelor vecine și neamul românesc în Evul Mediu, 1998
- Rolul românilor în apărarea Europei de expansiunea otomană. Secolele XIV-XV. Evoluția unui concept în contextul vremii, 2001
- Cronologia critică a domnilor din Țara Românească și Moldova a. 1324-1881, vol. I, Secolele XIV-XVI, Editura Enciclopedică, 2001[6]
- Cronologia critică a domnilor din Țara Româneasca și Moldova (secolele XIV-XVI), Editura Enciclopedică, 2002[7]